# Altaï du Nord
L'altaï du Nord, ou oïrote (en russe : Северноалтайский язык, en altaï du Nord : тÿндÿк алтай тили), est un groupe de dialectes turciques parlé dans la république et le kraï de l'Altaï, en Russie asiatique. Il contient des similitudes avec l'altaï du Sud, et est traditionnellement considéré comme un dialecte d'une seule et unique langue altaïe, bien que les deux idiomes ne soient pas mutuellement compréhensibles,. 
Selon le recensement en Russie de 2002, 65 534 personnes pouvaient parler l'altaï, dont 10% parlaient l'altaï du Nord (le reste représentant les locuteurs de l'altaï du Sud). Désormais, 2% des altaïens peuvent parler des variétés de l'altaï,.

## Classification
L'altaï du Nord est une langue turque. Il appartient plus précisément au sous-groupe des langues turques du Ienisseï appartenant à la branche méridionale des langues turques sibériennes.

## Caractéristiques linguistiques
Ci-dessous, une liste d'isoglosses nord-altaïens,,.
- */ag/, en proto-turcique qui devient /u/, /aw/ et /aʁ/ dans les dialectes altaï du Nord.
- */eb/, qui devient /yj/ et /yg/ suivant la variété.
- */d/ qui devient généralement /j/.

## Système d'écriture
L'altaï du Nord est écrit avec l'alphabet cyrillique. En 1938, quatre lettres en plus des 33 lettres de base ont été ajoutées : Јј, Ҥҥ, Ӧӧ, Ӱӱ. 
Depuis 2006, un alphabet koumandin issu de l'alphabet cyrillique a été créé, mais la pertinence de ce projet remise en cause par le fait que cette variété est désormais en voie de disparition.

## Dialectes/Variétés
L'altaï du Nord comprend principalement trois variétés :
- le koumandin, lui-même comprenant plusieurs variétés, compte 1 004 locuteurs[10],[11].
  - Turačak
  - Solton
  - Starobardinien
- le tchalkan, qui compte 539 locuteurs.
- le toubalar, qui compte 436 locuteurs. Dû à des similitudes avec les langues kiptchak, il est parfois classé au sein de ce groupe.

Les dialectes kondoma (chor) et tchoulyme inférieur (tchoulyme) sont proches de l'altaï du Nord.